# Puchar Andory w piłce nożnej (2002)
Copa Constitució 2002 (Puchar Andory w piłce nożnej 2002).
Zespoły zaznaczone kursywą uzyskały awans do dalszych gier

## Ćwierćfinały
Awans: Lusitanos, CE Principat, Construccions Modernes oraz Granvalira Encamp.

## Półfinały
Awans: Lusitanos oraz Construccions Modernes.

## Finał
Puchar wywalczyła ekipa Lusitanos.